# Головинский, Роман
Роман Головинский (англ. Roman Holowinsky; род. 26 июля 1979 США) — американский математик, работает в области теории чисел и теории модулярной функции. В настоящее время доцент кафедры математики Университета штата Огайо.

## Биография
Получил степень бакалавра наук (2001) в Ратгерском университете, там же защитил докторскую диссертацию под началом Хенрика Иванеца.
В 2011 году Головинского наградили премией SASTRA Рамануджан за работу в «области математики под влиянием гения Шриниваса Рамануджана», с Каннаном Соундарараджаном доказал гипотезу квантовой уникальной эргодичности. Стипендиат Слоуна 2011.
В 2006—2008 годах работал по приглашению аспирантом в Торонтском университете и Институте перспективных исследований в 2009—2010 годах.

## Награды
- Премия SASTRA Ramanujan (2011)
- Стипендия Слоуна (2011)